# عروس صلح
جوزپینا پاسکوالینو دی‌مارینِئو (به ایتالیایی: Giuseppina Pasqualino di Marineo) مشهور به عروس صلح (به ایتالیایی: Pippa Bacca)، (زاده ۹ دسامبر ۱۹۷۴ - درگذشته ۳۱ مارس ۲۰۰۸) یک زن بازیگر و فعال صلح ۳۳ ساله ایتالیایی بود که برای جلب توجه جهانیان به صلح تصمیم داشت دور دنیا با لباس سفید و پای پیاده یا با کمک از اتومبیل‌های عبوری سفر کند.
او قصد داشت پس از عبور از ترکیه سفر خود را با عبور از اسرائیل ادامه دهد. اما در طول مسیر سفرش و در نزدیکی استانبول درخواست راننده کامیونی برای کمک به وی برای طی مسافتی را پذیرفت و سوار اتومبیلش شد. راننده پس از هدایت کامیون به جاده فرعی، جوزپینا را مورد آزار قرار داد و وی را به قتل رساند.
قتل جوزپینا بازتاب فراوانی در رسانه‌های ایتالیا و ترکیه داشت. صفحات اول تمامی روزنامه‌های ترکیه به انعکاس اخبار این رویداد اختصاص یافت و نخست وزیر ترکیه طی پیامی این رویداد را به مردم ایتالیا و خانواده جوزپینا تسلیت گفت.